# José Ángel Rojo
José Ángel Rojo Arroita, meglio noto come Rojo II, detto Txetxu Rojo o Chechu Rojo (secondo la grafia spagnola) (Bilbao, 19 marzo 1948), è un ex calciatore spagnolo.

## Carriera

### Club
Cresciuto nella florida cantera dell'Athletic Bilbao, viene mandato in prestito all'Indautxu, con cui esordisce in prima squadra.
Nella stagione 1970-1971 passa al Bilbao Athletic, e l'anno successivo viene "promosso" alla prima squadra, debuttando in Primera División spagnola il 14 febbraio 1971 nella partita Athletic-Elche 2-0. Milita per sette stagioni con i rojiblancos, disputando 186 partite, 143 delle quali in campionato, vincendo una Copa del Generalìsimo. Nel 1977 viene ceduto al Racing Santander, con cui disputa altri tre anni, di cui due nel massimo campionato spagnolo.
Conta una presenza con la Nazionale di calcio della Spagna, il 17 ottobre 1973 in Turchia-Spagna 0-0.

## Palmarès

### Club

#### Competizioni nazionali
- Coppa di Spagna: 1

Athletic Bilbao: 1972-1973